# Joe Masteroff
Joe Masteroff (Filadelfia, 11 dicembre 1919 – Englewood, 28 settembre 2018) è stato un drammaturgo e librettista statunitense.

## Biografia
Dopo la laurea alla Temple University e l'attacco di Pearl Harbor, Masteroff si unì alle United States Air Force durante la seconda guerra mondiale, per poi studiare scrittura all'American Theatre Wing e fare il suo debutto sulle scene come attore nel 1953, nella commedia di Broadway The Prescott Proposals. Nel 1959 fece il suo debutto a Broadway come drammaturgo con la commedia The Warm Peninsula, che rimase in cartelone per 86 repliche con Julie Harris, June Havoc, Farley Granger e Larry Hagman nel cast.
Nel 1963 ottenne il suo primo successo quando scrisse il libretto del musical She Loves Me per la colonna sonora di Jerry Bock e Sheldon Harnick; il musical rimase in scena per 301 rappresentazioni a Broadway e Masteroff ricevette la sua prima candidatura al Tony Award come migliore autore di un musical. Harold Prince, il regista del musical, lo assunse come librettista per il suo progetto successivo, il musical Cabaret, musicato da John Kander e Fred Ebb. Cabaret fu un enorme successo di critica e pubblico, vinse il Tony Award al miglior musical nel 1967 e rimase in cartellone per 1165 repliche. Nel 1971 scrisse il suo ultimo libretto per Broadway, il musical di Kander ed Ebb 70, Girls, 70, che fu accolto freddamente e rimase in scena per solo un mese.